# Eronia leda
Eronia leda is een vlindersoort uit de familie van de Pieridae (witjes), onderfamilie Pierinae.
Eronia leda werd in 1847 beschreven door Boisduval.